# علي ربيع (لاعب كرة قدم مواليد 1983)
علي ربيع (مواليد 19 مارس 1983) لاعب كرة قدم إماراتي يجيد اللعب كحارس مرمى .
لعب سابقاً مع أندية الفجيرة والوحدة و الأهلي وعجمان .

## روابط خارجية
- علي ربيع على موقع قاعدة بيانات كرة القدم.إي يو (الإنجليزية)
- علي ربيع على موقع Soccerway.com (الإنجليزية)